# 1,8-bis(dimethylamino)naftalen
1,8-Bis(dimethylamino)naftalen, triviálním názvem protonová houba je organická sloučenina se vzorcem C10H6[N(CH3)2]2. Patří mezi perinaftaleny, 1,8-disubstituované deriváty naftalenu. Díky své neobvyklé struktuře je velmi silnou zásadou. 

## Struktura a vlastnosti
Tato látka je diaminem s dvěma dimethylaminovými skupinami navázanými na stejnou stranu (v poloze peri) na molekulu naftalenu. Vykazuje neobvykle silnou zásaditost a má též zajímavé spektroskopické vlastnosti.
S pKa 12,34 u konjugované kyseliny ve vodném roztoku je 1,8-bis(dimethylamino)naftalen jednou z nejsilnějších organických zásad. Takováto zásaditost je způsobována snížením napětí při protonaci a silnými interakcemi mezi volnými elektronovými páry na atomech dusíku. Mnoho aromatických aminů má zásaditost naopak omezenou kvůli sp2 hybridizaci orbitalů dusíku, jehož volný pár zaujímá orbital 2p, interaguje s aromatickým jádrem a je z něj vytlačen. Toto u 1,8-bis(dimethylamino)naftalenu není možné, kvůli methylovým skupinám zabraňujícím molekule přejít do rovinného tvaru, ke kterému by bylo třeba tyto methylové skupiny odstranit a zásaditost tak není omezována vlivem, který se uplatňuje u jiných molekul. V molekule se vyskytují sterické efekty; díky jejich přítomnosti a současně silné zásaditosti se 1,8-bis(dimethylamino)naftalen používá v organické syntéze jako velmi selektivní nenukleofilní zásada.
Tato látka má také vysokou afinitu k boru a může odštěpovat hydridové skupiny z boranu za vzniku párů boroniových a borohydridových iontů.

## Příprava
1,8-Bis(dimethylamino)naftalen lze zakoupit, dá se rovněž připravit methylací 1,8-diaminonaftalenu jodmethanem nebo dimethylsulfátem.